# Stadtwerke Düsseldorf
Die Stadtwerke Düsseldorf AG ist ein kommunales Versorgungsunternehmen, tätig in den Bereichen Strom-, Erdgas-, Trinkwasser- und Fernwärmeversorgung, Entsorgung und Mobilität und befindet sich mehrheitlich in Besitz des Energiekonzerns EnBW.

## Geschichte

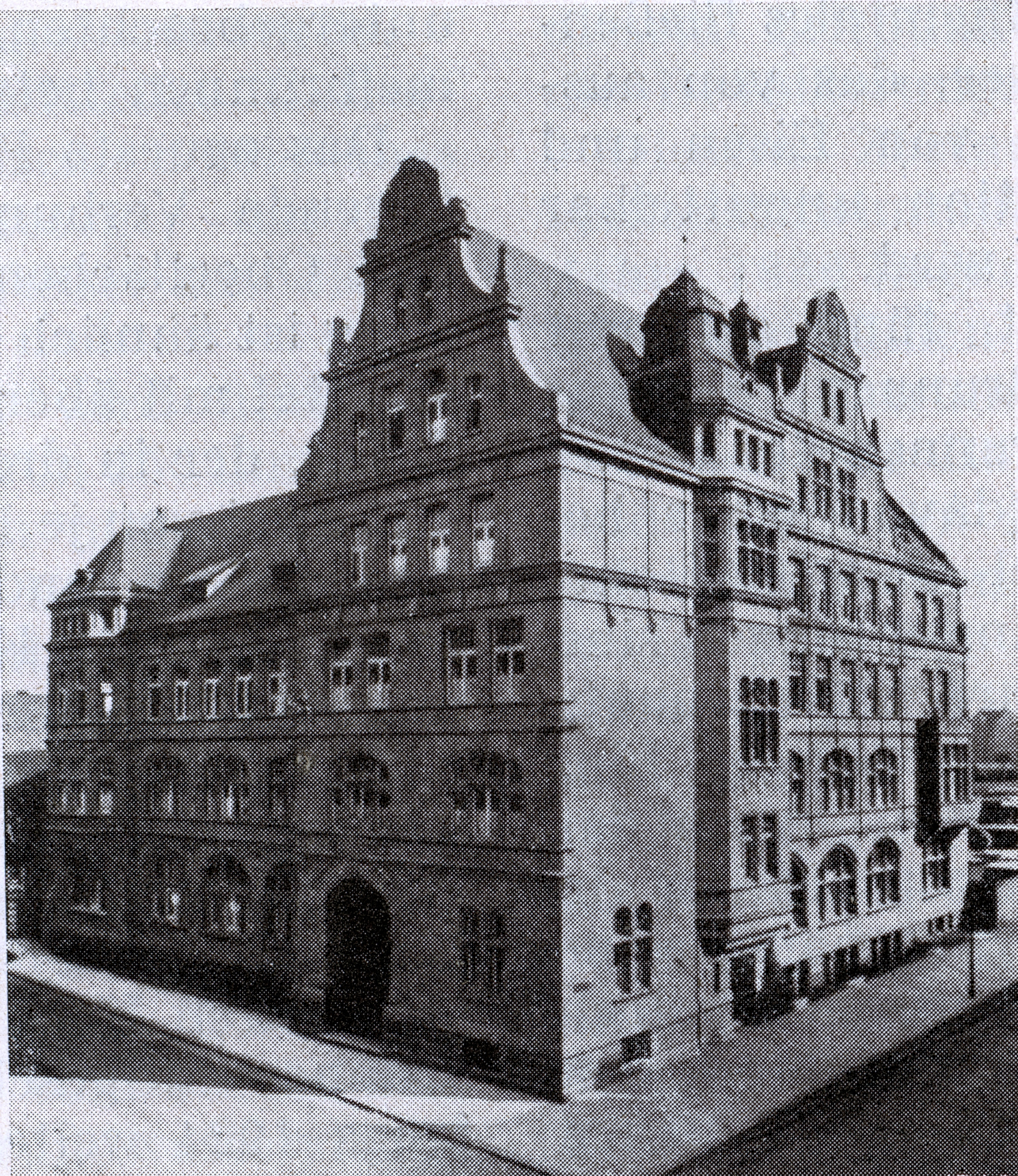
Das 1903 bis 1904 an der Ecke Luisenstraße und Scheurenstraße erbaute neue Verwaltungsgebäude

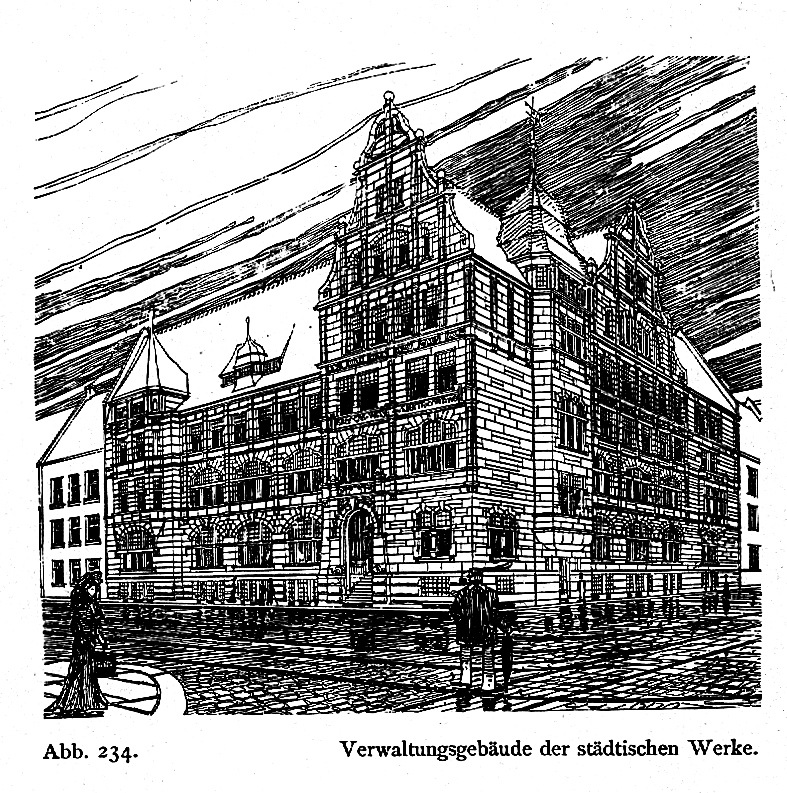
Perspektive

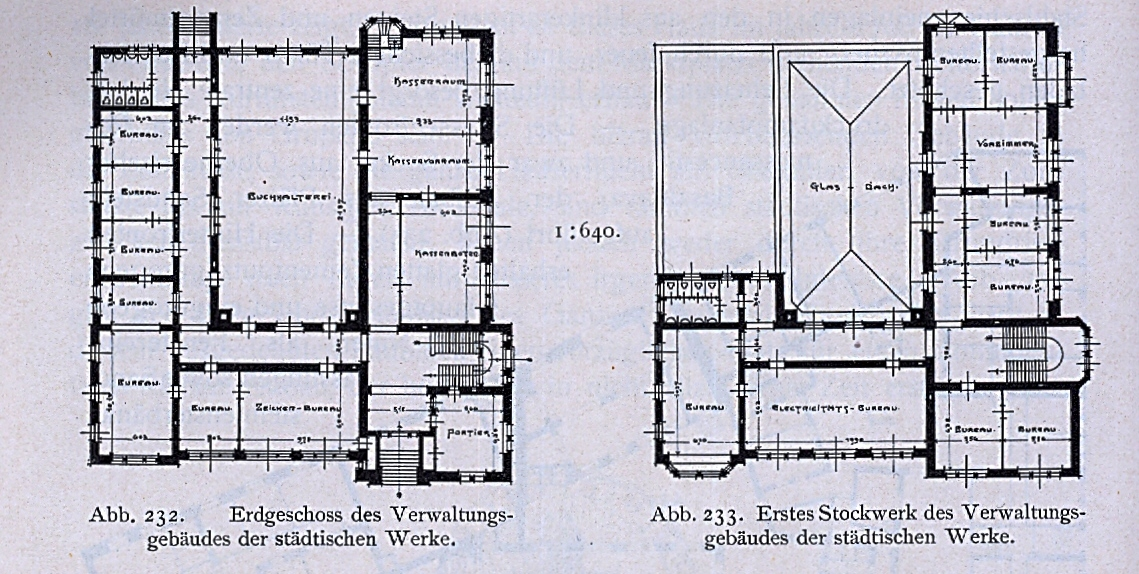
Grundrisse

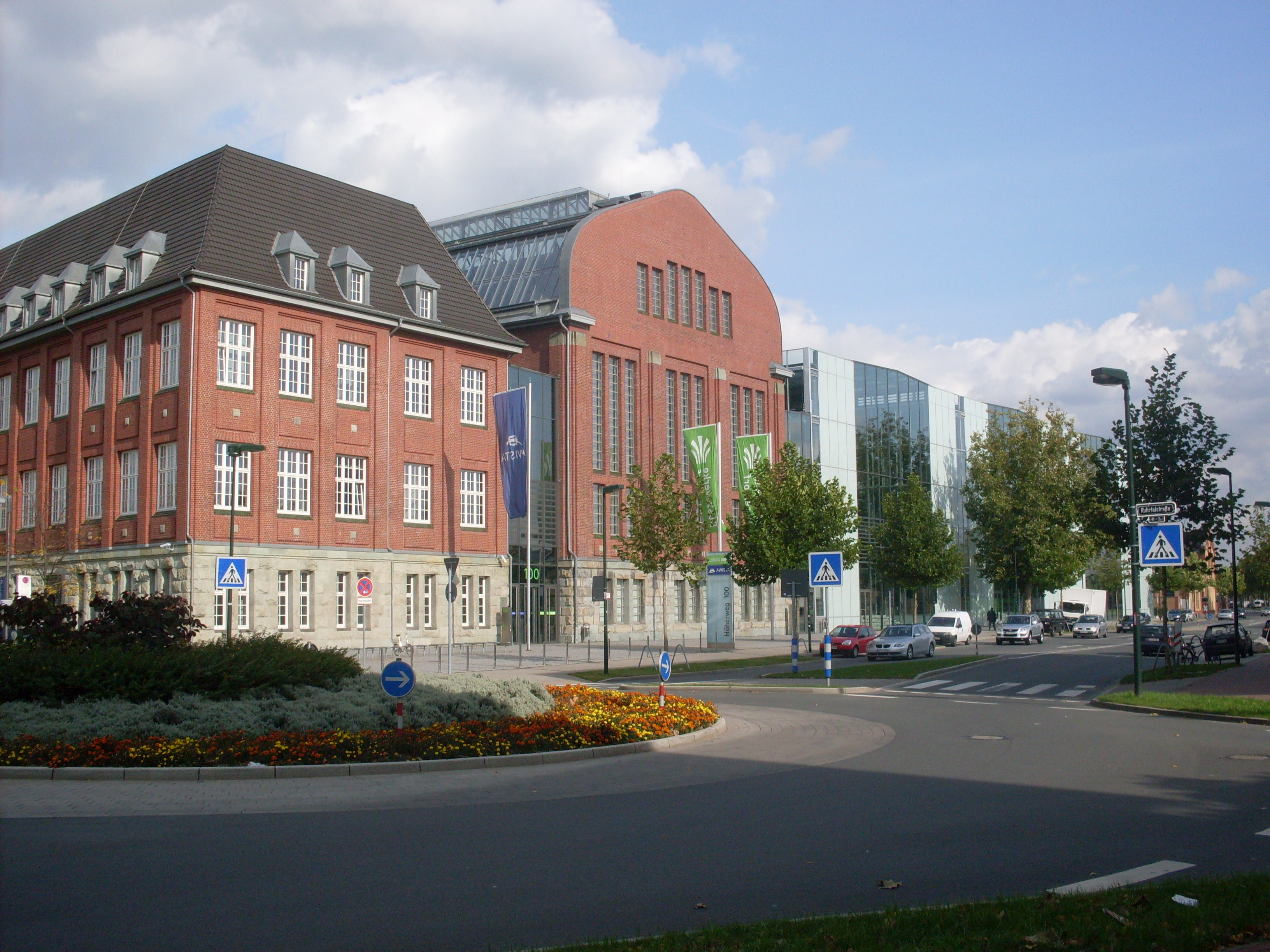
Verwaltungsgebäude der Stadtwerke Düsseldorf

Die Gasversorgung der Stadt Düsseldorf reicht bis in das Jahr 1843 zurück. 1843 wurde mit der Firma Sinzig & Cie. ein 20-jähriger Vertrag abgeschlossen, wonach die Firma das sogenannte „Patentgas“ (eine Mischung aus Kokereigas und Harzgas) liefern musste. Da das Gas qualitativ schlecht und überteuert war, entschloss sich die Stadt Düsseldorf, ein eigenes Gaswerk mit Rohrnetz zu errichten. Diese erste städtische Gasanstalt wurde auf dem Areal zwischen der heutigen Luisen-, Hütten- und Helmholtzstraße erbaut und am 20. September 1866 – ein Tag vor Ablauf des Vertrags mit Sinzig & Cie. – in Betrieb genommen. Das erste kommunale Gas mit einem sechs Kilometer langen Versorgungsnetz und 753 „gleißend hellen“ Gaslaternen wurde zunächst nur zur Beleuchtung genutzt. Zwei Jahre später betrug die Gasabgabe schon 1.840.000 Kubikmeter. Beliefert wurden 1866 Abnehmer und 800 Laternen. Fünf Jahre danach hatte sich die Abgabe bereits verdoppelt. Es wurde von 4064 Abnehmern berichtet. Düsseldorfs Nächte wurden spürbar heller: 2448 öffentliche Laternen wurden mit städtischem Gas gespeist.
Im Jahr 1866 hatte eine Cholera-Epidemie 111 Düsseldorfern den Tod gebracht, und die Sozialkosten für die Unterbringung der Kranken belastete die Stadtkasse. Unter hygienischen Aspekten wurde eine öffentliche Wasserversorgung beschlossen, die am 1. Mai 1870 mit Brunnen in Flehe und einem 30 Kilometer langen Versorgungsnetz in Betrieb ging. Düsseldorf verfügte damit als eine der ersten Städte der Rheinprovinz über eine zentrale Wasserversorgung.
Als die Gaserzeugung bei jährlich 5,25 Millionen Kubikmeter angekommen war, wurde in Flingern, damals drei Kilometer vor den Toren der Stadt, ein 47 Morgen großes Grundstück zum Preis von 205.551 Mark erworben. Am 15. Dezember 1890 beschickten die Arbeiter die ersten Öfen im neuen Gaswerk am Höherweg. Inzwischen war das Rohrnetz erheblich gewachsen: Aus bescheidenen 60.916 Metern im Gründungsjahr waren bis 1891 stattliche 181.608 Meter geworden. Ein Problem waren die Nebenprodukte, die bei der Gasherstellung anfielen. Zunächst waren sie nichts anderes als lästiger Abfall. Später wurden zunächst Teer und seine wertvollen Inhaltsstoffe, u. a. Benzol und Naphthalin, von der sich entwickelnden organischen Chemie abgenommen. Für Ammoniak, Schwefel und die großen Mengen Koks mussten erst Märkte gefunden werden. Teilweise wurde Koks nach Süddeutschland und ins Elsass verkauft.
Am 1. Dezember 1891 kam die Stromversorgung durch den Bau eines eigenen Kraftwerks mit Gleichstromgenerator in Düsseldorf-Flingern hinzu. Die Kraftwerksleistung lag bei 442 Kilowatt. Mit dieser Anlage begann die Geschichte des Heizkraftwerks Flingern.
Nachdem das alte Gaswerk an der Luisenstraße im Jahre 1898 stillgelegt worden war, versorgte das Gaswerk in Flingern die Stadt mit Gas. Auf dem Areal des stillgelegten alten Gaswerks wurde 1903–1904 an der Ecke Luisenstraße und Scheurenstraße ein neues Verwaltungsgebäude erbaut. Dieses war aufwändig im Stil der Neorenaissance gestaltet:

„Die Straßenfronten werden im Renaissancestil, und zwar der Sockel aus Oberhessischer Basaltlava, der Aufbau aus Pfälzer Sandstein aufgeführt (...) Die Hinterfronten erhalten glatten Zementputz, gezogene Hauptgesimse und eingezogene Nuten als Fenstereinfassugen, sowie Sandsteinfensterbänke und Basaltlavasplinten.“

Im Jahr 1906 wurde das Kraftwerk in Flingern von Dampfmaschinen auf Turbinen umgerüstet, es produzierte seitdem sowohl Gleich- als auch Wechselstrom.
Der großzügige Ausbau des Straßenbahnnetzes machte in den Jahren 1912 bis 1913 den Neubau eines leistungsstarken Steinkohlekraftwerks notwendig. Flingern II wurde nach der technischen Konzeption des Kraftwerksingenieurs Georg Klingenberg errichtet, als Urheber der baulichen Gestaltung mit deutlichen Jugendstil-Einflüssen werden die Architekten Peters und Langheim vermutet. Drei AEG-Turbinen mit einer elektrischen Leistung von zusammen 42 Megawatt (MW) sicherten den zügigen Ausbau des städtischen Nahverkehrs. Das explosionsartige Wachstum Düsseldorfs drängte die Stadtwerke 1927 zur zweiten Ausbaustufe von Flingern II. Die elektrische Leistung lag jetzt bei 58 MW, die von fünf Turbinensätzen erzeugt wurden. Den nötigen Druck erzeugten 24 Steilrohr-Dampfkessel in zwei Kesselhäusern. Ab 1928 sorgte eine Kraft-Wärme-Kopplung für niedrigere Heizkosten der abgasgeplagten Flingeraner und ihrer Nachbarn. Die Fernwärme wurde zuerst in Flingern ausgebaut. Der Standort Flingern wird bis heute zur Energieerzeugung genutzt. Alle Versorgungsarten waren zu dieser Zeit in städtischer Hand.
Die Wassergewinnung in Flehe war bis 1924 auf fünf getrennt liegende Pumpwerke mit 117 Brunnen angewachsen. Von 1923 bis 1926 wurde das Wasserwerk Lörick gebaut. Als 1925 Flehe an die Fördergrenze stieß, wurde 1933 das Wasserwerk Am Staad in Betrieb genommen.
Im Jahr 1930 wurden nach mittlerweile 45 Jahren Stromversorgung im In- und Ausland die Grundlagen für eine allgemeine Versorgungssicherheit gelegt und eine gegenseitige Hilfe bei Unterbrechungen vereinbart. Die 1908 gegründete Rheinisch-Westfälisches Elektrizitätswerk AG (RWE) dehnte sich durch die Übernahme zahlreicher kleinerer Versorgungsunternehmen immer weiter aus. Wegen seiner Kosten sparenden Braunkohle-Großkraftwerke konnte es niedrigere Strompreise anbieten. Die Übertragung des städtischen Kraftwerks auf eine neu zu gründende Aktiengesellschaft wurde erwogen, aber die Ansichten über den Verkauf des kommunalen Betriebes waren in der Düsseldorfer Stadtverordnetenversammlung geteilt.
1933 wurde die Bezeichnung städtische Versorgungsbetriebe abgeschafft. Die erstmals so genannten Stadtwerke Düsseldorf sind das Amt 81 Stadt.
Die Entwicklung der Hochdruckkessel-Technologie ließ 1936 einen erneuten Umbau von Flingern II sinnvoll erscheinen. Doch erst 1940 erfolgte die Inbetriebnahme mit deutlich reduzierter Kesselzahl und drei neuen Turbinen. Das Kesselhaus B diente nur noch der Reserve. Der Zweite Weltkrieg brachte trotz zahlreicher Bombentreffer keine dauerhaften Beeinträchtigungen des Kraftwerkbetriebs.

## Nachkriegsgeschichte
Um den Bedarf der Stadt decken zu können, bauten die Stadtwerke das Kraftwerk Flingern in der Zeit von 1949 bis 1955 in vier Abschnitten auf insgesamt 242 MW Leistung aus.
Das Wirtschaftswunder brachte den Düsseldorfern Mitte der 1950er Jahre ihr bislang größtes Kraftwerk im Innenstadthafen. Das steinkohlebetriebene Kraftwerk Lausward ging 1957 mit seinem ersten energieerzeugenden Block Anton mit 10 MW ans Netz. Die Blöcke Berta (1962, 130 MW, Kohle), Cäsar (1965, 130 MW, Kohle) und Dora (1967, 150 MW, Kohle) folgten.
Die erste Ausbaustufe des Wasserwerks Auf dem Grind war 1954 abgeschlossen und umfasste zwei Pumpwerke von je 65.000 Kubikmeter Tagesleistung. 1955 war das Werk erstmals ganzjährig in Betrieb.
1956 wurde eine Interessengemeinschaft zur Bauvorbereitung eines Versuchs-Kernreaktors ins Leben gerufen. 1959 wurde daraus die Arbeitsgemeinschaft Versuchsreaktor GmbH (AVR), ein Konsortium aus 15 regionalen Elektrizitätsversorgern unter Führung der Stadtwerke Düsseldorf als Bauherr und Betreiber. Die Machbarkeit und Funktionsfähigkeit eines gasgekühlten, graphit-moderierten Hochtemperaturreaktors zur Stromerzeugung sollte in Jülich erforscht werden.
1961 war ein Meilenstein für die Trinkwasserversorgung. Erstmals wurde nach dem heute weltweit eingesetzten Düsseldorfer Verfahren das gesamte Trinkwasser aus dem Wasserwerk Am Staad mit Ozon und Aktivkohlefilter aufbereitet.
1963 wurde das Wasserwerk Holthausen gebaut und ging 1964 in Betrieb.
Am 2. November 1965 ging neben dem Heizkraftwerk Flingern eine Müllverbrennungsanlage in Betrieb. Sie arbeitet mit einer eigens entwickelten Verbrennungstechnik, der Walzenrostfeuerung „System Düsseldorf“. Bis heute werden mehr als 60 Anlagen weltweit mit einem solchen System betrieben. In Garath ging erstmals ein vollständig entschwefeltes und entsticktes Steinkohle-Heizkraftwerk in Betrieb und begrenzt so den Schadstoffeintrag.
Ab 1967 wurde Düsseldorf von Stadtgas auf Erdgas umgestellt. Genau vom 24. April 1967 bis zum 15. Mai 1970 dauerte die Umrüstung der 119.806 Haushalte und der 5.300 gewerblichen bzw. industriellen Abnehmer. Die Kosten für Privathaushalte wurden dabei von den Stadtwerken übernommen. Auf dem Werksgelände in Flingern ging nach 102 Jahren das klassische Verfahren der eigenen Gaserzeugung am 29. April 1968 zu Ende. Düsseldorf war damit die erste westdeutsche Stadt mit 100 % Erdgas-Versorgung.
Der Betrieb der kommunalen Versorgung innerhalb der Stadtverwaltung endete am 18. Dezember 1972. Aus dem „Amt 81“ wurden die Stadtwerke Düsseldorf AG, wobei die Stadt 100 Prozent der Aktien hält. An der öffentlichen Verpflichtung, die bereits im Jahr 1935 durch das Energiewirtschaftsgesetz geregelt wurde, änderte sich nichts. Das Gesetz macht zur Pflicht, allgemeine Bedingungen und allgemeine Tarifpreise für den gesamten Versorgungsbezirk einheitlich zu gestalten. In Flingern wurde das in die Jahre gekommene Kesselhaus B zugunsten eines modernen Gasturbinenkraftwerks abgerissen. 1973 wurden hier sechs Notstromaggregate von Rolls-Royce untergebracht. Es handelt sich hierbei um Flugzeugtriebwerke, die mit leichtem Heizöl betrieben werden können und zusammen 90 MW elektrischer Leistung liefern.
Die Inbetriebnahme des Gasturbinenblocks Emil im Steinkohlekraftwerk Lausward ermöglichte im Jahre 1978 die komplette Stilllegung des abgasintensiven Steinkohlekraftwerks Flingern II, das noch bis zum Rückbaubeschluss vom 8. April 1998 eine voll funktionsfähige Notfallreserve bildete.
1982 änderte sich die Beteiligungsstruktur des Unternehmens. Mit Einbringung seiner elektrischen Anlagen im Süden Düsseldorfs wurde das RWE mit 20 Prozent am Aktienkapital der Stadtwerke Düsseldorf beteiligt. Die Stadt brachte alle in ihrem Besitz befindlichen Aktien in die 1983 gegründete Düsseldorfer Stadtwerke – Gesellschaft für Beteiligungen ein, womit die Gesellschaft zu 80 Prozent an den Stadtwerken beteiligt ist. 2007 firmierte die Beteiligungsgesellschaft in Holding der Landeshauptstadt Düsseldorf GmbH um. Die Geschäftsführung der neuen Gesellschaft wurde stadtnah angesiedelt.
Die städtischen Häfen wurden 1990 von der Stadt Düsseldorf übernommen. Hauptgrund war die Sicherung des Kraftwerksstandorts auf der Lausward. 2003 wurden die Neuss-Düsseldorfer Häfen zu einer neuen Hafengesellschaft fusioniert.
1996 startete das Projekt Kraftwerksmodernisierung, in dessen Verlauf die Lausward-Blöcke Berta, Cäsar und Dora stillgelegt wurden und der Kohleblock Anton mit einer GUD-Anlage „ausgetauscht“ wurde. Block Emil wurde modernisiert.
In Garath wurde 1998 der in die Jahre gekommene Steinkohleblock auf den Betrieb mit Erdgas und leichtem Heizöl umgerüstet. Die thermische Leistung betrug jetzt 100 MW. Der weithin sichtbare Schornstein wurde zugunsten eines kleineren abgerissen. Das Kraftwerk Lausward wurde schrittweise in ein modernes und vor allem sauberes Gas-und-Dampf-Kombikraftwerk umgewandelt, das 520 MW elektrische Leistung und 330 MW Fernwärme liefern wird.
Ein Jahr später ging die Müllverbrennungsanlage Flingern vollständig ins Eigentum der Stadtwerke Düsseldorf über. Das benachbarte Gasturbinenkraftwerk wurde auf Dampfbetrieb umgestellt. Eine mehrere hundert Meter lange Pipeline leitet nun 500 °C heißen Dampf aus der Müllverbrennungsanlage ins benachbarte Heizkraftwerk, das nun 55 MW elektrische Leistung und 100 MW Fernwärme liefert. Im Jahr 2000 erfolgte schließlich die Zertifizierung zum Entsorgungsfachbetrieb durch den TÜV Rheinland.
Am 4. Juli 2001 beschloss der Stadtrat den Verkauf von 29,9 Prozent der Aktien an den Karlsruher Energieversorger EnBW. Der geplante Verkauf von deutlich mehr Anteilen wurde durch einen Bürgerentscheid verhindert.
Die Stadtwerke Düsseldorf wurden zentralisiert, auch die Verwaltung zog nach Flingern, an den Ort, wo das erste Kraftwerk gebaut wurde. Auf der internationalen Immobilienausstellung in Cannes (MIPIM) belegte das neue Verwaltungsgebäude den zweiten Platz. Beim Bau lag der Fokus auf der Veranschaulichung von Tradition und Moderne; denkmalgeschützte Gebäudebereiche von Flingern II wurden mit gläsern-modernen Bürotrakten verbunden. Die Turbinenhalle wurde von Jorge Pardo ausgestaltet.
Im Jahr 2004 musste sich RWE aus kartellrechtlichen Gründen von seinem Aktienpaket trennen. Die GEW Köln AG kaufte die 20 Prozent.
In Willich wurde 2005 die erste Windkraftanlage der Stadtwerke errichtet.
Am 16. Dezember 2005 beschloss der Rat der Stadt den Verkauf von weiteren 25,05 % der eigenen Aktien für 361 Millionen Euro an die EnBW, die somit die Aktienmehrheit von 54,95 Prozent an den Stadtwerken Düsseldorf halten. Die Stadt hat mit knapp über 25 % weiterhin eine Sperrminorität.
Das daraufhin gestartete Bürgerbegehren, das mehr als 95.000 Unterschriften binnen weniger Tage erreichte, wurde am 9. Januar 2006 durch den Rat für unzulässig erklärt, da die Entscheidung nicht mehr zurückzunehmen sei.
Ebenfalls 2006 erwarb Remondis 49 % der AWISTA sowie 51 % der Schwestergesellschaft ATG & Rosendahl.
Im November 2007 ging das Biomasseheizkraftwerk Garath als bisher bedeutendster Beitrag auf dem Feld der erneuerbaren Energien ans Netz. Der Brennstoffverbrauch liegt bei 40.000 Tonnen Holzhackschnitzeln jährlich, die von täglich bis zu zehn Lastkraftwagen herangeschafft werden müssen. Ziel ist die kosteneffektive Entlastung des benachbarten Erdgas-Heizkraftwerks Garath, da Holzhackschnitzel durch die fehlende Anbindung zum Erdölpreis preisstabiler sind als das mittlerweile schwer kalkulierbare Erdgas. Die Turbinenleistung des Biomasseheizkraftwerks wird auf 3,5 MW elektrischer Leistung veranschlagt. Die thermische Leistung liegt dagegen bei 10 MW. Eine regelmäßig kontrollierte Rauchgasreinigungsanlage schützt vor gesundheitlichen Beeinträchtigungen durch Feinstaub.
Im Jahr 2008 übernahmen die Stadtwerke Düsseldorf einen Anteil von 49,9 % an der Monheim Elektrizitäts- und Gasversorgung GmbH (MEGA) in Monheim am Rhein von der rhenag, einer Tochter von RheinEnergie und RWE, sowie ebenfalls 49,9 % an den Hildener Stadtwerken. 2014 wurden die Anteile an der MEGA von der Stadt Monheim am Rhein zurückgekauft, sodass die MEGA wieder zu 100 % eine Tochter der Stadt Monheim am Rhein ist.
Nach Angaben des Unternehmens wurden im Jahr 2008 nur noch 40 Prozent des in Düsseldorf von den Stadtwerken verkauften Stroms vor Ort erzeugt, der Rest müsse zugekauft werden. 2011 stimmte der Aufsichtsrat dem Bau eines hocheffizienten Gas- und Dampfturbinenkraftwerks auf dem Kraftwerksgelände auf der Lausward zu. Im Mai 2012 erhielt Siemens als Generalunternehmer den Zuschlag für die Errichtung der Anlage. 2013 schlossen die Stadtwerke und der norwegische Energiekonzern Statoil einen auf 15 Jahre Laufzeit ausgelegten Liefervertrag für Erdgas. Der Block ging am 28. Januar 2016 in Betrieb. 2017 wurde der Fernwärmespeicher in Betrieb genommen.

## Stromkennzeichnung
Nach § 42 EnWG zur Stromkennzeichnung sind alle Energieversorgungsunternehmen in Deutschland verpflichtet, die Herkunft des von ihnen gelieferten Stroms anzugeben. Die Stadtwerke Düsseldorf veröffentlichten für das Jahr 2022 folgende Werte:
| Stromkennzeichnung 2022          | Stromerzeugung in Deutschland | Stromlieferungen der SWD AG |
| -------------------------------- | ----------------------------- | --------------------------- |
| Erneuerbare Energieträger        | 48,9 %                        | 61,8 %                      |
| Kernenergie                      | 6,6 %                         | 3,7 %                       |
| Fossile Energieträger + sonstige | 44,5 %                        | 32,6 %                      |
| Radioaktiver Abfall (g/kWh)      | 0,0002                        | 0,0001                      |
| CO2-Emissionen (g/kWh)           | 377                           | 261                         |

## Erneuerbare Energien
1990 errichteten die Stadtwerke am Rheinufer beim Klärwerk Süd in Düsseldorf-Hamm eine erste kleine Windkraftanlage. Der Betrieb wurde auf Grund geringer Ausbeute inzwischen eingestellt. 2004 gingen an einem Standort in Willich zwei Vestas-V-80 mit zusammen 4 MW Nennleistung ans Netz. Onshore wird die Leistung kontinuierlich ausgebaut. Offshore gibt es eine Beteiligung am Offshore-Windpark EnBW Baltic 1. Die Stadtwerke Düsseldorf AG besitzen bzw. sind beteiligt an folgende Anlagen:
| Standort                       | Typ           | Leistung | Nabenhöhe und Rotordurchmesser | Inbetriebnahme |
| ------------------------------ | ------------- | -------- | ------------------------------ | -------------- |
| Windenergieanlage Breitenbach  | GE 2.75 -120  | 8,25 MW  | 139 m/110 m                    | 2017           |
| Windenergieanlage Kemberg      | Vestas V112   | 3,1 MW   | 140 m/112 m                    | 2015           |
| Windpark Lindtorf              | Vestas V112   | 15 MW    | 94 m/112 m                     | 2014           |
| Windenergieanlage Grevenbroich | Vestas V90 GS | 2 MW     | 105 m/90 m                     | 2014           |
| Windpark Prützke               | Vestas V90 GS | 6 MW     | 95 m/90 m                      | 2012           |
| Windpark Dittelsdorf           | Vestas V90    | 6 MW     | 105 m/90 m                     | 2010           |
| Windpark Willich               | Vestas V80    | 4 MW     | 75 m/80 m                      | 2004           |

Außerdem werden bisher vier 500-kW-Biogasanlagen mit integriertem Blockheizkraftwerk, insgesamt also ebenfalls 4 MW Nennleistung, in Schöppingen, Delbrück und Brüggen betrieben.
Photovoltaik spielte für die Stadtwerke Düsseldorf lange eine untergeordnete Rolle. Seit 2006 haben die Stadtwerke die Kapazität auf rund 4.9 MWp ausgebaut. Sie besitzen folgende Anlagen:
| Standort                                    | Leistung | Modulfläche  | Inbetriebnahme |
| ------------------------------------------- | -------- | ------------ | -------------- |
| Düsseldorf Eisstadion Brehmstrasse          | 749 kWp  | rd. 3700 m²  | 2023           |
| Plattling                                   | 8000 kWp | rd. 10642 m² | 2020           |
| Flughafen Düsseldorf                        | 2000 kWp | rd. 13931 m² | 2011           |
| Stadtwerke Düsseldorf AG                    | 169 kWp  | rd. 1203 m²  | 2011           |
| Stadtwerke Düsseldorf AG                    | 116 kWp  | rd. 745 m²   | 2011           |
| Wasserwerk Holthausen                       | 143 kWp  | rd. 1064 m²  | 2011           |
| Werkstatt für angepasste Arbeit             | 186 kWp  | rd. 1265 m²  | 2011           |
| Sprotta (Sachsen) Photovoltaik-Park Sprotta | 2,63 MWp | 32.000 m²    | 2010           |
| Neuss Düsseldorfer Häfen                    | 94 kWp   | rd. 710 m²   | 2010           |
| Neuss Düsseldorfer Häfen                    | 131 kWp  | rd. 879 m²   | 2010           |
| Neuss Düsseldorfer Häfen                    | 267 kWp  | rd. 1795 m²  | 2010           |
| Neuss Düsseldorfer Häfen                    | 130 kWp  | rd. 1.292 m² | 2010           |
| Neuss Düsseldorfer Häfen                    | 59 kWp   | rd. 580 m²   | 2010           |
| TC Rot-Weiß                                 | 55 kWp   | rd. 320 m²   | 2010           |
| TC Rot-Weiß                                 | 77 kWp   | rd. 766 m²   | 2010           |
| Stadtwerke Düsseldorf AG                    | 64 kWp   | rd. 462 m²   | 2010           |
| LGS Logistik                                | 423 kWp  | rd. 3000 m²  | 2010           |
| LGS Logistik                                | 279 kWp  | rd. 1970 m²  | 2010           |
| Technisches Rathaus, Düsseldorf             | 34 kWp   | rd. 260 m²   | 2006           |

Die Holzvergaseranlage Wildshausen bei Arnsberg mit Blockheizkraftwerk und Kraft-Wärme-Kälte-Kopplung entstand in Zusammenarbeit der Stadtwerke mit dem Unternehmen Biomass. Das Holzgas wird aus Holzhackschnitzeln gewonnen. Der Prototyp mit 270 kW Nennleistung soll zum Exportprodukt weiterentwickelt werden. Daneben gibt es in Düsseldorf und Viersen größere Holzhackschnitzel-Anlagen für Warmwasser, so etwa auf den Stockumer Höfen mit 850 kW oder bei der Firma Quack + Fischer mit 300 kW.
Düsseldorf gilt den Stadtwerken nicht als lohnender Standort für Geothermie. Dennoch wird auf dem Gelände der Firma Walter Flender eine 111-kW-Anlage betrieben. Die Liberalisierung des Strommarkts holt in diesem Bereich zahlreiche Mitbewerber in die Stadt. In Tönisvorst heizen noch 16 Häuser mit einer 110-kW-Anlage der Düsseldorfer Stadtwerke.
Für den Ausbau des regenerativen Erzeugungsportfolios der Stadtwerke Düsseldorf wurde im Mai 2010 die 100-%-Beteiligung Düsseldorfer Consult in Grünwerke umbenannt. Unternehmenszweck ist die Akquisition, die Planung, der Bau und Betrieb von regenerativen Erzeugungsanlagen mit den Schwerpunkten Wind und Sonne.

## Elektromobilität

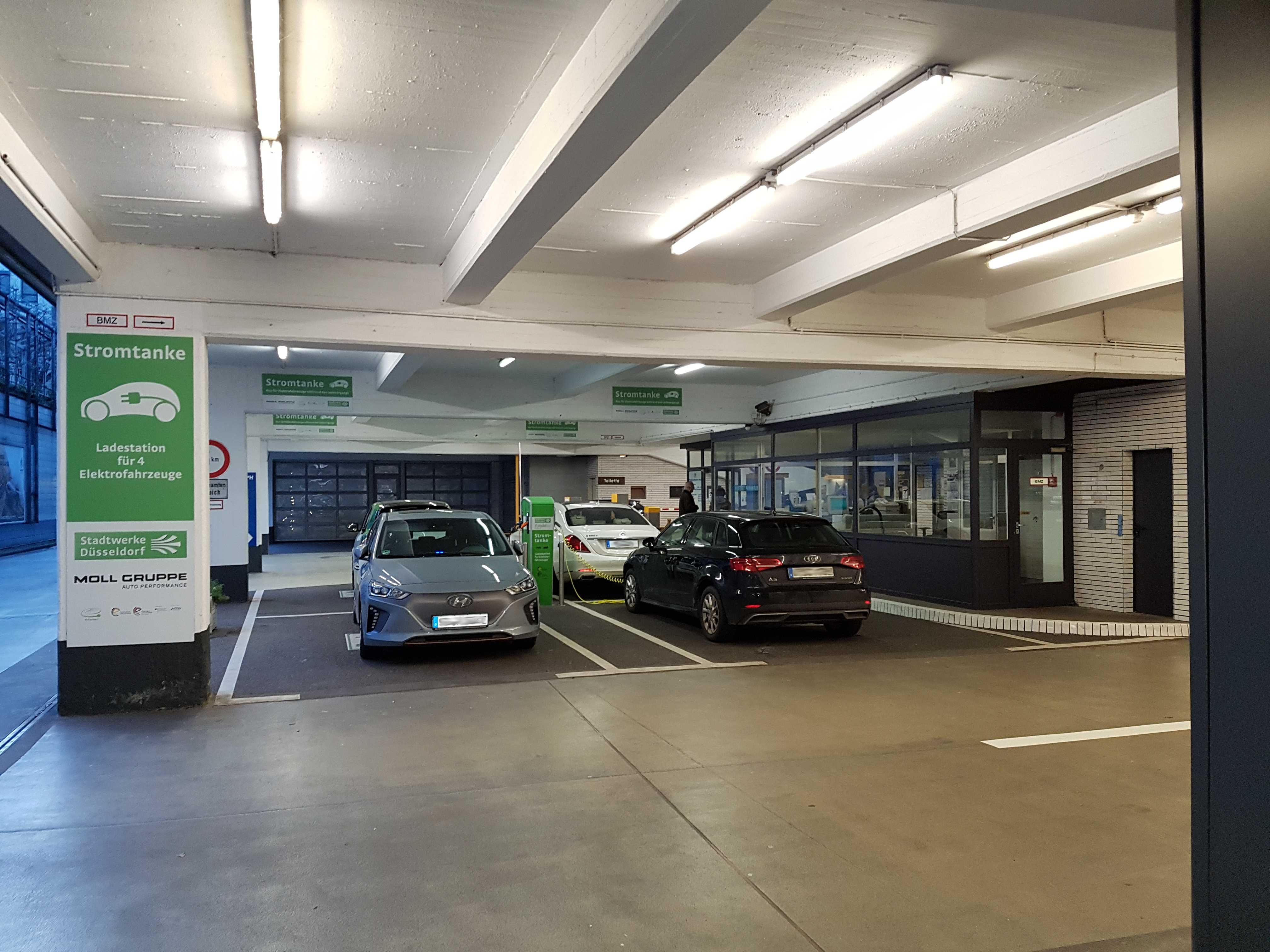
Ladestation in Düsseldorf mit zwei Ladesäulen für vier Fahrzeuge an der Berliner Allee

Die Stadtwerke Düsseldorf stellen eine umfangreiche Ladeinfrastruktur zur Verfügung. Derzeit verfügt die Stadt Düsseldorf über mehr als 1.100 öffentlich zugängliche Ladepunkte der Stadtwerke Düsseldorf. Seit 2023 kann auch in allen 50 Düsseldorfer Stadtteilen an öffentlich zugänglichen Ladepunkten geladen werden.
Die Stadtwerke Düsseldorf bieten zu dem seit August 2017 mit eddy rund 300 Elektroroller im Sharing-Konzept an.

## Betriebsstätten
- Hauptverwaltung und Kundenzentrum
- Heizkraftwerk Flingern
- Heizkraftwerk Lausward
- Heizkraftwerk Garath
- Wasserwerk Flehe
- Wasserwerk Am Staad
- Wasserwerk Lörick
- Wasserwerk Holthausen
- Wasserwerk Auf dem Grind
- Müllverbrennungsanlage Flingern

## Stadtwerkepark

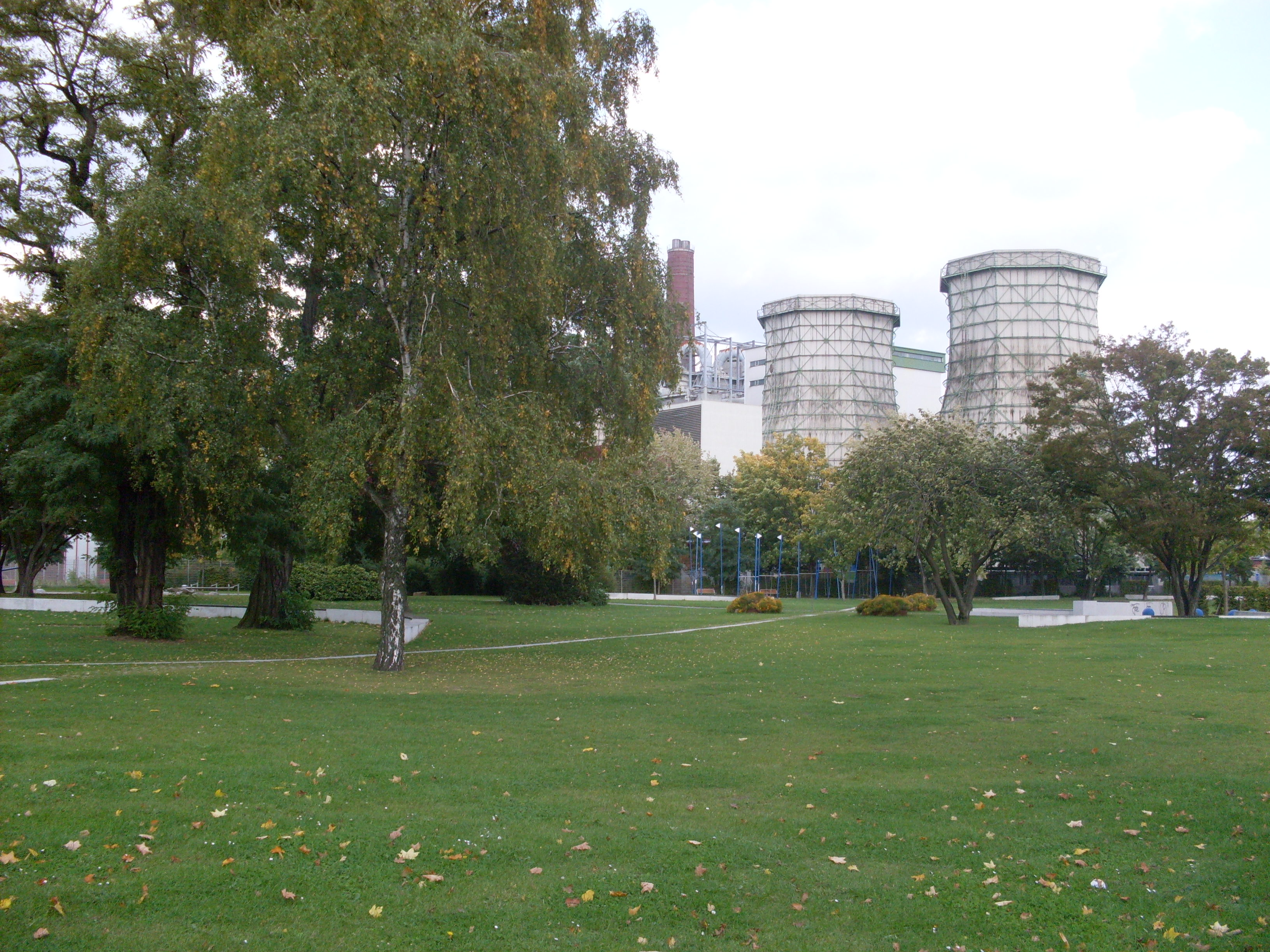
Stadtwerkepark mit Kühltürmen des Kraftwerks Flingern im Hintergrund

Der am 9. September 2005 nach 13-monatiger Bauzeit von Oberbürgermeister Joachim Erwin und Ministerialrat Karl Jasper eröffnete Stadtwerkepark ist mit seinen 2,1 Hektar ganz auf die Bedürfnisse von Kindern und Jugendlichen zugeschnitten. Abgeschirmt von einer 5 Meter hohen Lärmschutzwand aus bläulichem Glas bietet der siegreiche Wettbewerbsentwurf der Landschaftsarchitekten Matthias Förder und Annette Demmer Anlagen und Plätze für Skateboarder und Inline-Skater, Beachvolleyball- und Tischtennisspieler, Schach- oder Boulespieler. Weitere Spielanlagen für Jüngere, wie ein Sandspielplatz mit Wasser-Matsch-Anlage, ein Spielschiff aus Blech mit Rutsche sowie Schaukeln sind auf dem Areal weiträumig verteilt.
Das ehemalige Pförtnerhaus der Stadtwerke wurde komplett umgebaut und dient nun als Allwettertreff für Kinder- und Jugendfreizeiteinrichtungen aus der Umgebung. Der Entwurf der Kunststoff-Skulptur Begrüßungskomitee (Originaltitel Schön, dass ihr da seid!) stammt von Schülerinnen und Schülern der Gemeinschaftsgrundschule Flurstraße und wurde in Zusammenarbeit mit dem renommierten Künstler Klaus Sievers entwickelt. Die bauliche Umsetzung erfolgte in der Hattinger Werkstatt von Stephan Marienfeld, der schon viele Entwürfe aus der internationalen Kunstszene zur Ausführung bringen konnte. Die Mosaikbilder vor dem Pförtnerhaus verlegten Kinder der Tagesstätte Kleine Freiheit unter Leitung der Künstler Viola Werner und Armin Kaster.
Finanziert wurde der 1,47 Millionen Euro teure Stadtwerkepark aus Mitteln des Landesprogramms Soziale Stadt NRW, sowie aus Eigenmitteln der Stadt Düsseldorf. Die Stadtwerke Düsseldorf stifteten nur den vorderen Teil ihres Betriebsgeländes an der Ecke Höherweg / Kettwiger Straße in Düsseldorf-Flingern und verzichteten auf eine Abholzung des darauf vorhandenen lichten Baumbestands.
Zu einem älteren Ensemble aus Eschen, Ahornen, einer Blutbuche, Kastanienbäumen, einer Birke und einer Amerikanischen Linde, gesellen sich seit der Eröffnung auch Walnussbäume, eine Russische Linde und Rhododendren. Einige der vorhandenen Baumarten sind so exotisch, dass sie sich nicht ohne weiteres identifizieren lassen. Erwähnenswert ist auch das winzige, mit Felsblöcken besetzte Bambuslabyrinth, das Schutz vor Wind, Sonne und neugierigen Blicken bietet. Die ausgedehnten Rasenflächen sind als Spiel- und Liegewiese konzipiert und dienen auch als Veranstaltungsort für Open-Air-Konzerte, für die sich allerdings der Schallpegel der Skateboardanlage und der Verkehrslärm der Kettwiger Straße als Manko erwiesen haben. Die reichlich vorhandenen Sitzgelegenheiten auf den ästhetisch reizvollen Betonmauern am Rand der bogenförmigen Wege sind meist nicht beschattet. Der hintere Teil des Parks wird in der Nähe der neuen Stadtwerke-Zentrale und der alten, denkmalgeschützten Kühltürme des ehemaligen Steinkohlekraftwerks Flingern II videoüberwacht.